# Mladen Munjaković
Mladen Munjaković (Zagabria, 20 luglio 1961) è un ex calciatore croato, di ruolo centrocampista.

## Carriera
Inizia la sua carriera nella Dinamo Zagabria dove gioca per otto anni vincendo un campionato jugoslavo e una Coppa di Jugoslavia. Nel 1988 si trasferisce al Rapid Vienna per poi a fine stagione accasarsi all'Olimpia Lubiana. Successivamente veste la maglia del Levante per poi chiudere la carriera calcistica nel 1993 con il Segesta.

## Palmarès

### Competizioni nazionali
- Campionato jugoslavo: 1

Dinamo Zagabria: 1981-1982
- Coppa di Jugoslavia: 1

Dinamo Zagabria: 1982-1983